# Berend Carp
Bernard "Berend" Carp, né le 17 avril 1901 à Lampung et mort le 22 juillet 1966 à Hout Bay, est un skipper néerlandais.

## Biographie
Avec son frère Joop Carp et Piet Wernink sur le voilier Oranje, il remporte la médaille d'or du 6.5m SI aux Jeux olympiques de 1920 à Amsterdam.
Directeur de l'entreprise de distillerie Bols, il émigre en Afrique du Sud en 1946 pour diriger une distillerie de son entreprise au Cap. Il participe à des expéditions ornithologiques en Afrique du Sud-Ouest, publiant un livre I Choose Africa.